# Карсін
Карсін (пол. Karsin, нім. Karschin, Karßin (1939-1945)) — село в Польщі, у гміні Карсін Косьцерського повіту Поморського воєводства.
Населення — 2087 осіб (2011).
У 1975-1998 роках село належало до Гданського воєводства.

## Демографія
Демографічна структура станом на 31 березня 2011 року:
|          | Загалом | Допрацездатний вік | Працездатний вік | Постпрацездатний вік |
| -------- | ------- | ------------------ | ---------------- | -------------------- |
| Чоловіки | 1041    | 246                | 691              | 104                  |
| Жінки    | 1046    | 267                | 582              | 197                  |
| Разом    | 2087    | 513                | 1273             | 301                  |